# Palaz (Einheit)
Palaz war ein Längenmaß in Jugoslawien.
- 1 Palaz = 36,34 Millimeter